# Medvédevka (Saràtov)
|  | Per a altres significats, vegeu «Medvédevka». |

Medvédevka (en rus: Медведевка) és un poble de l'óblast de Saràtov, a Rússia, segons el cens del 2010 tenia 68 habitants. Pertany al districte municipal d'Atkarsk.